# Byakuyakō (film)
Byakuyakō (白夜行?), noto anche con il titolo inglese Into The White Night, è un film del 2010 diretto da Yoshihiro Fukagawa.
Basato sul romanzo thriller di Keigo Higashino, segue pari passo la storia già raccontata col dorama del 2006 dallo stesso titolo.

## Trama
Il proprietario di un banco dei pegni a Osaka viene trovato brutalmente assassinato, ma a causa di una mancanza di prove decisive, la polizia si trova costretta ad archiviare la morte dell'uomo come suicidio. Uno dei detective assegnato al caso però non riesce a dimenticare il fatto che il principale sospettato fin dall'inizio era stato il figlio del morto assieme ad una bambina sua coetanea.
Col passare del tempo morti sempre più misteriose sembrano circondare i due, ora divenuti giovani adulti: il detective inizia così a seguire la sua pista.